# Pravo u 1322.
◄◄ | ◄ | 1319. | 1320. | 1321. | 1322.  | 1323. | 1324. | 1325. | ► | ►►
Arhitektura • Astronomija • Glazba • Knjige • Književnost • Kršćanstvo • Medicina • Pravo • Promet • Slikarstvo • Znanost
Pravo u 1322.

## Hrvatska i u Hrvata

### Događaji
- Prva redakcija Poljičkog statuta

## Vanjske poveznice
|  | Zajednički poslužitelj ima još gradiva o temi Pravo |